# 8a etapa del Tour de França de 2011
La 8a etapa del Tour de França de 2011 es disputà el dissabte 9 de juliol de 2011 sobre un recorregut de 189 km entre Aigurande i Super-Besse. El vencedor fou el portuguès Rui Alberto Faria da Costa (Movistar Team).

## Perfil de l'etapa
Etapa amb uns primers quilòmetres totalment plans, però que a partir d'Évaux-les-Bains (km 65,5), primera cota de muntanya, comença a pujar de manera suau però constant fins a assolir el coll de la Croix Saint-Robert (km 164), primer port de segona categoria de l'edició de 2011 del Tour. El final és a l'estació hivernal de Super-Besse, un port considerat de 3a categoria. L'esprint intermedi de l'etapa es troba a Auzances (km 83).

## Desenvolupament de l'etapa
Al km 6 d'etapa Christophe Riblon (AG2R La Mondiale) atacà, sent seguit per vuit ciclistes més: Rui Alberto Faria da Costa (Movistar Team), Aleksandr Kólobnev (Team Katusha), Tejay van Garderen (Team HTC-High Road), Romain Zingle i Julien El Fares (Cofidis), Addy Engels (QuickStep Cycling Team), Cyril Gautier (Team Europcar) i Xabier Zandio (Team Sky). Al km 75 disposaven d'una diferència màxima de 6' 10" i era el BMC Racing Team qui la controlà al voltant dels cinc minuts.
A manca de 50 km l'Astana Qazaqstan Team i el Garmin-Cerveló augmentaren el ritme per tal de neutralitzar l'escapada. En l'ascensió al primer port de segona categoria de la present edició del Tour la diferència es reduí a menys de 2'. Pel davant, Van Garderen i Rui Costa marxaven en solitari, però en el descens van ser agafats per Riblon i Gautier. Entre el gran grup atacà Aleksandr Vinokúrov (Astana Qazaqstan Team) i Joan Antoni Flecha (Team Sky), que juntament amb Paolo Tiralongo (Astana Qazaqstan Team) i Zandio formaren un quartet perseguidor. A 15 km per a l'arribada aquest grup estava a 33" dels líders i treia 45" sobre el gran grup.
A manca de 5 km Costa atacà i es quedà sol al capdavant de la cursa, mentre que pel darrere Vinokúrov també es quedà sol en la persecució. A 1 km de meta Costa disposava de 18" sobre Vinokúrov, però va ser capaç de mantenir la diferència per guanyar la seva primera etapa al Tour. Per darrere, Philippe Gilbert atacà en els darrers metres, deixant enrere la resta de favorits, però sent incapaç d'arribar a l'altura de Rui Costa. La resta de favorits arribaren junts a meta. Thor Hushovd mantingué el lideratge, mentre que el mallot de la muntanya passà a mans de Van Garderen i el dels punts a Gilbert. Sols Robert Gesink perdé un temps important en l'arribada, en cedir 1' 23" sobre el vencedor.

## Esprints
| Primer  | Christophe Riblon          | 20 pts |
| Segon   | Rui Alberto Faria da Costa | 17 pts |
| Tercer  | Aleksandr Kólobnev         | 15 pts |
| Quart   | Tejay van Garderen         | 13 pts |
| Cinquè  | Romain Zingle              | 11 pts |
| Sisè    | Julien El Fares            | 10 pts |
| Setè    | Addy Engels                | 9 pts  |
| Vuitè   | Cyril Gautier              | 8 pts  |
| Novè    | Xabier Zandio              | 7 pts  |
| Desè    | Philippe Gilbert           | 6 pts  |
| Onzè    | José Joaquín Rojas         | 5 pts  |
| Dotzè   | Francisco Ventoso          | 4 pts  |
| Tretzè  | Mark Cavendish             | 3 pts  |
| Catorzè | Matthew Goss               | 2 pts  |
| Quinzè  | Jürgen Roelandts           | 1 pt   |

| Primer  | Rui Alberto Faria da Costa | 30 pts |
| Segon   | Philippe Gilbert           | 25 pts |
| Tercer  | Cadel Evans                | 22 pts |
| Quart   | Samuel Sánchez             | 19 pts |
| Cinquè  | Peter Velits               | 17 pts |
| Sisè    | Dries Devenyns             | 15 pts |
| Setè    | Damiano Cunego             | 13 pts |
| Vuitè   | Alberto Contador           | 11 pts |
| Novè    | Andy Schleck               | 9 pts  |
| Desè    | Fränk Schleck              | 7 pts  |
| Onzè    | Rigoberto Urán             | 6 pts  |
| Dotzè   | Jurgen van den Broeck      | 5 pts  |
| Tretzè  | Andreas Klöden             | 4 pts  |
| Catorzè | Ivan Basso                 | 3 pts  |
| Quinzè  | Christian Vande Velde      | 2 pt   |

## Ports de muntanya
| Primer | Julien El Fares | 1 pt |

| Primer | Aleksandr Kólobnev | 1 pt |

| Primer | Tejay van Garderen         | 5 pts |
| Segon  | Rui Alberto Faria da Costa | 3 pts |
| Tercer | Christophe Riblon          | 2 pts |
| Quart  | Cyril Gautier              | 1 pt  |

| Primer | Rui Alberto Faria da Costa | 2 pts |
| Segon  | Philippe Gilbert           | 1 pt  |

## Classificació de l'etapa

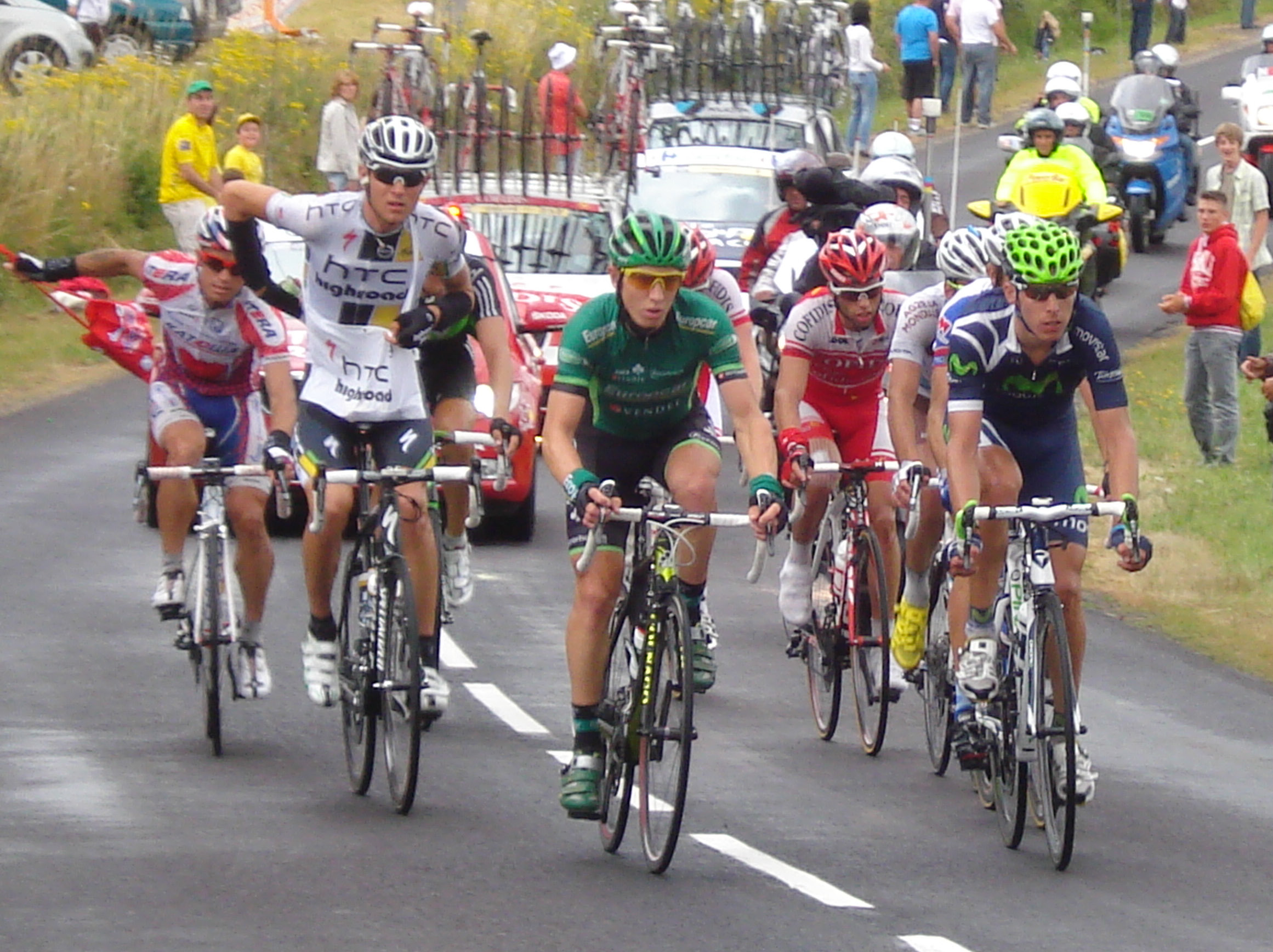
Els escapats

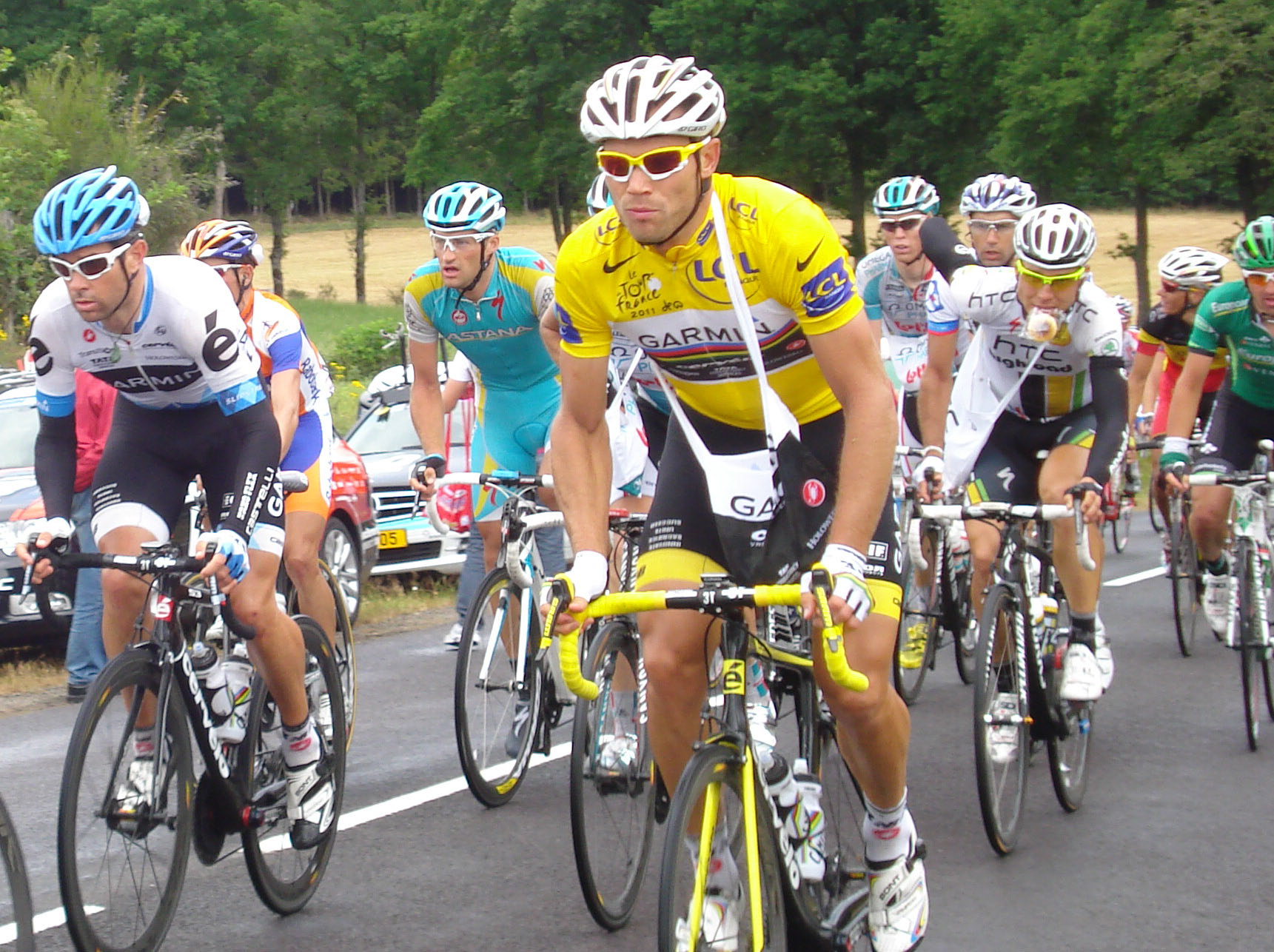
Thor Hushovd a l'avituallament

|    | Ciclista                   | Equip                  | Temps      |
| -- | -------------------------- | ---------------------- | ---------- |
| 1  | Rui Alberto Faria da Costa | Movistar Team          | 4h 36' 46" |
| 2  | Philippe Gilbert           | Omega Pharma-Lotto     | + 12"      |
| 3  | Cadel Evans                | BMC Racing Team        | + 15"      |
| 4  | Samuel Sánchez             | Euskaltel–Euskadi      | + 15"      |
| 5  | Peter Velits               | Team HTC-High Road     | + 15"      |
| 6  | Dries Devenyns             | QuickStep Cycling Team | + 15"      |
| 7  | Damiano Cunego             | Lampre-ISD             | + 15"      |
| 8  | Alberto Contador           | Saxo Bank-Sungard      | + 15"      |
| 9  | Andy Schleck               | Team Leopard-Trek      | + 15"      |
| 10 | Frank Schleck              | Team Leopard-Trek      | + 15"      |

## Classificació general
|    | Ciclista         | Equip              | Temps       |
| -- | ---------------- | ------------------ | ----------- |
| 1  | Thor Hushovd     | Garmin-Cervélo     | 33h 06' 28" |
| 2  | Cadel Evans      | BMC Racing Team    | + 1"        |
| 3  | Frank Schleck    | Team Leopard-Trek  | + 4"        |
| 4  | Andreas Klöden   | Team RadioShack    | + 10"       |
| 5  | Jakob Fuglsang   | Team Leopard-Trek  | + 12"       |
| 6  | Andy Schleck     | Team Leopard-Trek  | + 12"       |
| 7  | Tony Martin      | Team HTC-High Road | + 13"       |
| 8  | Peter Velits     | Team HTC-High Road | + 13"       |
| 9  | David Millar     | Garmin-Cervélo     | + 19"       |
| 10 | Philippe Gilbert | Omega Pharma-Lotto | + 30"       |

|    | Ciclista           | Equip              | Total   |
| -- | ------------------ | ------------------ | ------- |
| 1r | Philippe Gilbert   | Omega Pharma-Lotto | 187 pts |
| 2n | José Joaquín Rojas | Movistar Team      | 172 pts |
| 3r | Mark Cavendish     | Team HTC-High Road | 153 pts |

|    | Ciclista                   | Equip              | Total |
| -- | -------------------------- | ------------------ | ----- |
| 1r | Tejay van Garderen         | Team HTC-High Road | 5 pts |
| 2n | Rui Alberto Faria da Costa | Movistar Team      | 5 pts |
| 3r | Johnny Hoogerland          | Vacansoleil-DCM    | 4 pts |

|    | Ciclista          | Equip            | Temps       | Temps |
| -- | ----------------- | ---------------- | ----------- | ----- |
| 1r | Robert Gesink     | Rabobank ProTeam | 33h 07' 56" |       |
| 2n | Rein Taaramae     | Cofidis          | + 59"       |       |
| 3r | Arnold Jeannesson | FDJ              | + 1' 20"    |       |

|    | Equip             | Temps       | Temps |
| -- | ----------------- | ----------- | ----- |
| 1r | Garmin-Cervélo    | 98h 30' 04" |       |
| 2n | Team Leopard-Trek | + 4"        |       |
| 3r | Team RadioShack   | + 35"       |       |

## Abandonaments
- Christopher Horner (Team RadioShack): No surt per culpa d'una caiguda el dia anterior.[3]
- Beñat Intxausti (Movistar Team): Abandona per una fractura al colze.[4]